# خطوط موركه
أظافر موركه أو خطوط موركه (ابيضاض الأظافر) هي تغييرات تحدث في الأظافر وقد تكون علامة طبية لحالة طبية أخرى أساسية. يشير المصطلح لمجموعة من الأشرطة العرضية الشاحبة التي تمتد عبر الظفر (بالعرض) بشكلٍ موازٍ لأهليل الظفر. وهي، على النقيض من خطوط بو، ليست مجوفة (لا تشوّه ثلاثي الأبعاد)، وعلى النقيض من خطوط ميس فهي لا تظهر في الإبهام عادةً.
تعتبر خطوط موركه مؤشراً قوياً على نقص ألبيومين الدم، والذي يمكن أن ينتج عن عدة مسببات مختلفة.
تظهر الخطوط في السرير الوعائي أسفل صفيحة الظفر. على هذا النحو، لا يتغيّر موقعها بنمو الظفر، وتختفي عند الضغط على الظفر (يبيض سرير الظفر السفلي): وهذا يميزها عن حالات وبش الأظافر مثل خطوط ميس. وهي كما في حالات أظافر تيري وأظافر نصف ونصف، يعتقد أن النمط يتكون من أشرطة في الوذمة المحلية عندما تضغط على الشعيرات الدموية المحيطة.

## الفيزيولوجيا
يرتبط ظهور خطوط موركه بنقص ألبيومين الدم (مصل الزلال أقل أو يساوي 2.2 غم\ديسيلتر) من حيث حساسيته ونوعيته، ما يشير إلى انخفاض تخليق البروتين، والذي يحدث أثناء فترات الإجهاد الأيضي (كالعدوى الجهازية والصدمة والعلاج الكيميائي أو الإصابة [الإيدز) أو في نقص ألبيومين الدم مثل المتلازمة الكلوية أو سوء التغذية. كما تظهر لدى المرضى في المرحلة النهائية من البلاغرا أو الإصابة بديال دموي أو لمفوما هودجكين أو فقر الدم المنجلي.
تبقى الخطوط مرئية طالما أن كمية البروتين غير كافية، ولا بد أن تختفي بعودة الوظيفية الطبيعية.
في الحالات الحرجة، قد تبرز خطوط موركه من تغييرات فيزيائية في التوزيع الطرفي: من الحالات المبلغ عنها ظهور الخطوط لدى الأشخاص الأصحاء بعد تجاوز ارتفاع 8848 متر في جبل إفرست.

## التاريخ
وصف الطبيب الأمريكي روبرت موركه (4أغسطس/آب 1921 - 2003) عام 1956. في دراسةٍ نشرت في المجلة الطبية البريطانية، فحص موركه المرضى الذين يعانون من نقص ألبومين الدم المزمن المعروف وعدد من المتطوعين الأصحاء، فوجد أن ظهور العديد من الخطوط البيضاء المستعرضة كان علامة محددة للغاية لنقص مصل ألبومين الدم، وترتبط مع شدة الحالة الكامنة، وتختفي العلامات بعد العلاج الناجح (الستيرويدات القشرية في المتلازمة الكلوية) أو التسريب المباشر لألبيومين المصل البشري.